# Lambert Verheijen
Lambertus Henricus Johannes (Lambert) Verheijen (Eindhoven, 27 december 1954) was dijkgraaf van het Waterschap Aa en Maas en was ruim twaalf jaar gedeputeerde van Noord-Brabant en vier jaar lid van de Eerste Kamer der Staten-Generaal namens de Partij van de Arbeid.

## Biografie
Verheijen studeerde na de h.b.s. "Van der Puttcollege" te Eindhoven (1967-1972) sociologie aan de Katholieke Universiteit Brabant (1975-1982, thans Universiteit Tilburg). Hij was docent sociologie en organisatie aan de Katholieke Sociale Academie "Markendaa" te Breda (1980-1984), docent sociologie aan de Nederlandse Hogeschool voor Toerisme en Recreatie te Breda (1982-1984) en docent sociologie en organisatie aan de h.t.s.-bedrijfskunde te Eindhoven (1984-1991).
Vanaf 1987 was hij lange tijd lid van de Provinciale Staten van Noord-Brabant, en van 1992 tot 2005 daarnaast ook lid van de Gedeputeerde Staten met de portefeuille milieu, water en natuur. In 2005 volgde hij Lambert van den Berg op als dijkgraaf bij het Waterschap Aa en Maas. Van 2015 tot 2019 zat hij namens de PvdA in de Eerste Kamer.
- Biblioteca Nacional de España: XX1479430
- International Standard Name Identifier: 0000 0003 8966 8340
- Nederlandse Thesaurus van Auteursnamen: 237689731
- Parlement.com: vjrwdfprlcgc
- Virtual International Authority File: 283091715
- WorldCat: E39PBJmpbVHXYbbjT9f78wcF8C